# Andreas Rauscher
Andreas Rauscher (* 25. Jänner 1978 in Graz) ist ein ehemaliger österreichischer Fußballspieler auf der Position eines Abwehrspielers. 

## Karriere
Rauscher durchlief von den Miniknaben an die klassische Kinder- und Jugendausbildung in den Nachwuchsmannschaften des Grazer AK. In der Amateurmannschaft der Athletiker unter Trainer Werner Gregoritsch war er als zentraler Mittelfeldspieler bereits Kapitän und Führungsspieler. Als Kaderspieler kam er bereits in der Saison 1997/98 unter Trainer Klaus Augenthaler mit einem Kurzeinsatz zu seinem Bundesligadebüt. 
Im Sommer 1998 wechselte er zum zweitklassigen FC Kärnten, doch auch dort konnte er sich nicht in der Stammelf etablieren und kam zu regelmäßigen Einsätzen in der zweiten Mannschaft. 2000 erfolgte dann der Wechsel zum FC Gratkorn in die Regionalliga Mitte. Im Jahre 2004 schaffte er, mittlerweile vorwiegend als Defensiver Mittelfeldspieler oder Innenverteidiger eingesetzt, mit den Gratkornern den Aufstieg in die zweithöchste österreichische Spielklasse. 
Nach acht Jahren bei Gratkorn wurde er 2008, nach dem Aufstieg der Kapfenberger SV in die Bundesliga, von seinem ehemaligen Jugendtrainer Gregoritsch zu den Obersteirern geholt. Dabei gab er sein Debüt am 13. Juli 2008 beim 2:2-Heimremis gegen den FK Austria Wien. Während der Saison 2008/09 kam Rauscher in nur vier Ligaspielen für die Kapfenberger zum Einsatz und spielte bei diesen auch nur in zwei Partien die volle Matchdauer durch. Danach schied er für den Rest der Saison wegen starken Schmerzen im Rücken sowie mit einem gebrochenen Halswirbel aus und kehrte erst wieder zu Beginn der Spielzeit 2009/10 in die Mannschaft zurück. Hinzu kam in der vorhergegangenen Spielzeit auch noch ein Fußbruch, den er sich in einem Spiel zugezogen hatte.
Bis Ende Oktober 2009 kam er zu insgesamt acht Ligaeinsätzen, ehe er sich im Auswärtsspiel gegen den SK Austria Kärnten ein weiteres Mal verletzte und dabei im Spiel durch Thomas Schönberger ersetzt wurde. Nach einer späteren Untersuchung wurde am 27. Oktober 2009 bekanntgegeben, dass Rauschers Innenband im linken Knie eingerissen war und er deshalb bis Jahresende vom Spielbetrieb ausscheiden musste. Im Herbst 2011 beendete er wegen anhaltender Rücken- und Wirbelprobleme seine Karriere als Aktiver.
Nachdem er im Frühjahr 2011 einen Nachwuchsbetreuerlehrgang besucht hatte, erfolgte im Dezember 2011 ein weiterer Trainerlehrgang des Landesverbandes, sowie diverse weitere Fortbildungen in den Jahren danach. Am Saisonende 2011/12 war er kurzzeitig Co-Trainer der zweiten Mannschaft der Kapfenberger und danach für eine Saison Trainer der U-17-Mannschaft des GAK. Kurzzeitig fungierte er in dieser Zeit auch als Trainer an der AKA HIB Liebenau.

## Erfolge
- 1× Meister in der Österreichischen Regionalliga Mitte: 2003/04